# 2023年摩洛哥地震
2023年9月8日23時11分，摩洛哥马拉喀什-萨菲大区豪茲省发生矩震級6.8级地震。地震震央位于马拉喀什西南71.8千米处，靠近阿特拉斯山脉的伊吉尔镇。深度18.5公里，最大烈度为麥加利烈度表VIII度（嚴重）。地震造成2,946人死亡、5,674人受傷，其中大部分人死于马拉喀什以外的地区。地震造成马拉喀什的建筑物和历史地标破坏。西班牙、葡萄牙和阿尔及利亚有震感。該次地震為該地區有記錄以來最大的地震，超過1755年梅克內斯地震。
受影響地區為農村和山區。地震導致電力系統中斷，也引發山體滑坡。19分鐘後又發生規模4.9級餘震。9月10日上午9时0分，马拉喀什西南部又发生4.5级地震。因地震而無家可歸的人數目前不清楚。當地政府已要求馬拉喀什居民獻血。摩洛哥政府宣布全國各級機構降半旗哀悼3天。原定在該國舉辦的非洲國家盃足球預賽將無限期延後。
據美國地質調查局稱，高阿特拉斯山脈的地震具有獨特的斷層模式。它涉及一條向西北傾斜的陡峭斷層線或一條向東傾斜的淺斷層線。受影響的斷層面積估計為30公里x20公里。

## 構造環境
摩洛哥地處非洲板块和歐亞板塊交界附近，正位於亚速尔-直布罗陀转换断层。這一區域呈現右橫向走滑，並在東端轉為走滑挤壓，伴隨著逆斷層的形成。當直布羅陀海峽東部，也就是阿爾博拉海地區時，這個板塊邊界轉變為碰撞型。摩洛哥的大多數地震活動都與板塊邊界的運動相關，尤其是該國北部靠近板塊邊界的地區，地震危險性最高。2004年，艾爾胡塞馬地區發生了一次規模6.3的地震，造成628人死亡，926人受傷。而在1980年，影響到鄰國阿爾及利亞的7.3級地震造成了2,500人死亡。
阿特拉斯山脈是一條內陸山脈，全長達2,000公里（1,200英里），自摩洛哥一路延伸至突尼斯。這座山脈是在新生代時期的板塊碰撞過程中形成的。摩洛哥西部的阿特拉斯山脈擁有最高的海拔。摩洛哥的地震活動主要集中在北部地區和阿爾博拉海一帶。而在里夫山脈以南，地震活動較為稀少，但分佈於中部的中阿特拉斯山脈、高阿特拉斯山脈和小阿特拉斯山脈。至於撒哈拉阿特拉斯山脈地區，地震活動非常有限，而在撒哈拉以南的區域，例如撒哈拉地區，則幾乎沒有地震活動。此外，阿爾及利亞和突尼斯的東部地區也相對較少發生地震。值得一提的是，在阿特拉斯山脈，過去最大的地震是在1960年發生的，當時阿加迪尔遭受了規模為5.9的地震襲擊。阿特拉斯山脈地震的震源機制顯示出橫向走滑、逆衝或兩者結合的特點。

## 地震
馬拉喀什-薩菲地震是摩洛哥現代歷史上所記錄的最大地震，僅次於1755年梅克內斯地震的上限估計。其震級根據不同機構的數據略有不同，美國地質調查局測定為Mw 6.8，而摩洛哥地震局報告的震源深度為8千米（5.0英里），震級為Mwp 7.2。全球質心矩張量報告的震級為Mw 6.9。
這次地震的震源深度約為19.0千米（11.8英里），地震波傳播到了摩洛哥以外的地區，根據歐洲與地中海地震中心稱，包括葡萄牙、西班牙、毛里塔尼亞、阿爾及利亞、西撒哈拉和直布羅陀海峽沿岸.。甚至遙遠的埃及等地也監測到了地震波。有目擊者稱震感持續了約20秒。主震發生後不到20分鐘，還發生了一次4.9級的餘震，而在隨後的9月10日，又發生了一次4.5級的餘震。
地震的震源機制顯示，在阿特拉斯山脈下方存在一條斜向逆衝斷層。破裂發生在一個陡傾斜的斜向逆衝斷層上，走向西北，或者一個淺傾斜的斜向逆衝斷層，走向東。根據USGS的估算，斷層破裂區域大約為30千米（19英里）× 20千米（12英里）。在高阿特拉斯山脈地區，存在多個東西向和東北-西南向的橫滑和逆衝斷層。值得注意的是，自1900年以來，距離震中500千米（310英里）範圍內沒有發生過Mw 6.0或更大的地震，但在東部地區曾發生過九次Mw 5.0及以上的地震事件。
USGS的有限斷層模型顯示，破裂發生在一個東北-西南走向的、北-西北傾斜的逆衝斷層上。滑動主要集中在震源下方朝西南方向和上方，形成一個大約20千米（12英里）× 30千米（19英里）的橢圓形滑動區域。在20-25千米（12-16英里）深度處觀察到最大位移為2.0米（6英尺7英寸），而大部分滑動發生在20-35千米（12-22英里）深度處；在10千米（6.2英里）深度以上，幾乎沒有滑動。

## 影響
地震目前導致了至少2900人死亡，2,562人受傷，其中1,404人傷勢嚴重。這場地震的影響不僅局限在城市，還波及到馬拉喀什以南的偏遠地區。豪茲省和塔魯丹特省兩個省份死亡人數分別為1,604和976人。 瓦爾扎扎特報告了41人死亡，希沙瓦有202人死亡，馬拉喀什有18人死亡。卡薩布蘭卡、阿加迪尔和優素菲耶也有死亡事件發生。此次地震中有四名法國國民喪生，包括一名因心臟驟停而去世的遊客。此外，還有15名法國國民和一些美國人受傷。在穆萊卜拉欣，一些居民被埋在倒塌的建築物下，志願者展開了緊急救援行動。村莊至少有40人死亡。根據美國地質調查局（USGS）的估算，地震造成的經濟損失可能達到摩洛哥國內生產總值的9%。至少有585所學校受到損壞，七名教師喪生，39名教師受傷。
在馬拉喀什的老城區和馬拉喀什城牆的某些部分，一些房屋倒塌，導致多名家庭被困在廢墟下。在杰馬艾夫納廣場，哈博什清真寺的尖塔和部分牆壁倒塌，壓垮了下面的車輛。库图比亚清真寺也受到了損壞。馬拉喀什的麥地那城中有許多建築物倒塌，這是一處可以追溯到12世紀的聯合國教科文組織世界遺產。由於停電，摩洛哥的網路訪問中斷。 12世紀的廷馬爾清真寺遭到嚴重破壞；一座塔部分倒塌，牆體倒塌。在廷梅勒村莊本身，有15人喪生。
內政部表示，大部分損壞發生在遠離城鎮的地區。在主震附近的High Atlas地區，公共電視頻道奧烏拉電視台報導稱許多建築物倒塌。震中附近的整個村莊被夷為平地，震央所在的阿爾豪茲鎮，一座倒塌的房屋將其居民困在瓦礫下。在一座靠近震中的村莊阿米茲米茲，救援人員用手搜索瓦礫[50]。該鎮的大部分地區報告了嚴重的破壞，據稱有多達2,000人在那裡喪生。 馬雅特村中的50棟傳統房屋幾乎全部被毀，數十名居民喪生。 阿斯尼的房屋有90%被摧毀。在震中附近的城鎮中，其他房屋也部分或完全倒塌。一些地區的電力和道路也被切斷。在索维拉，部分建築物的外牆脫落。

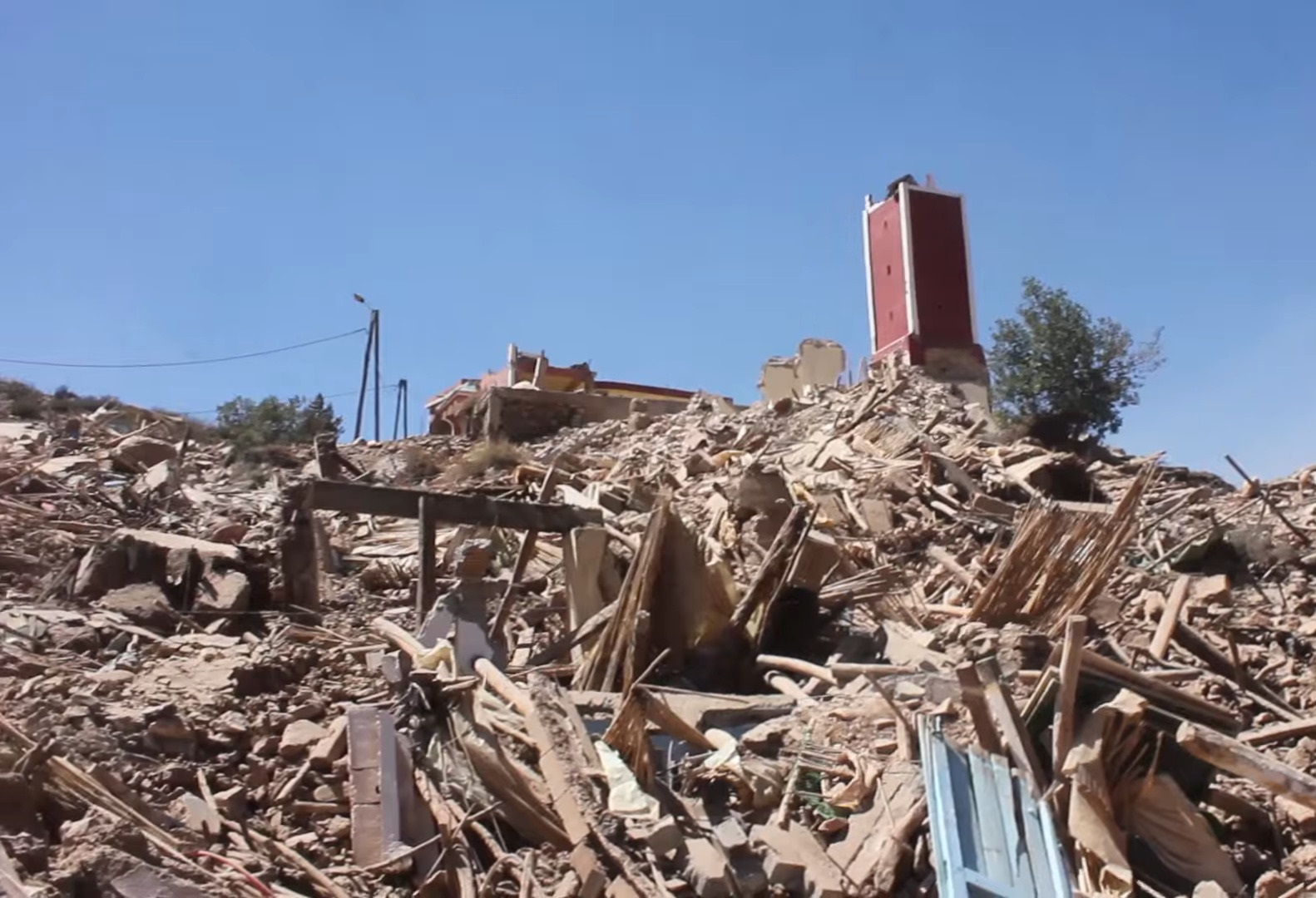
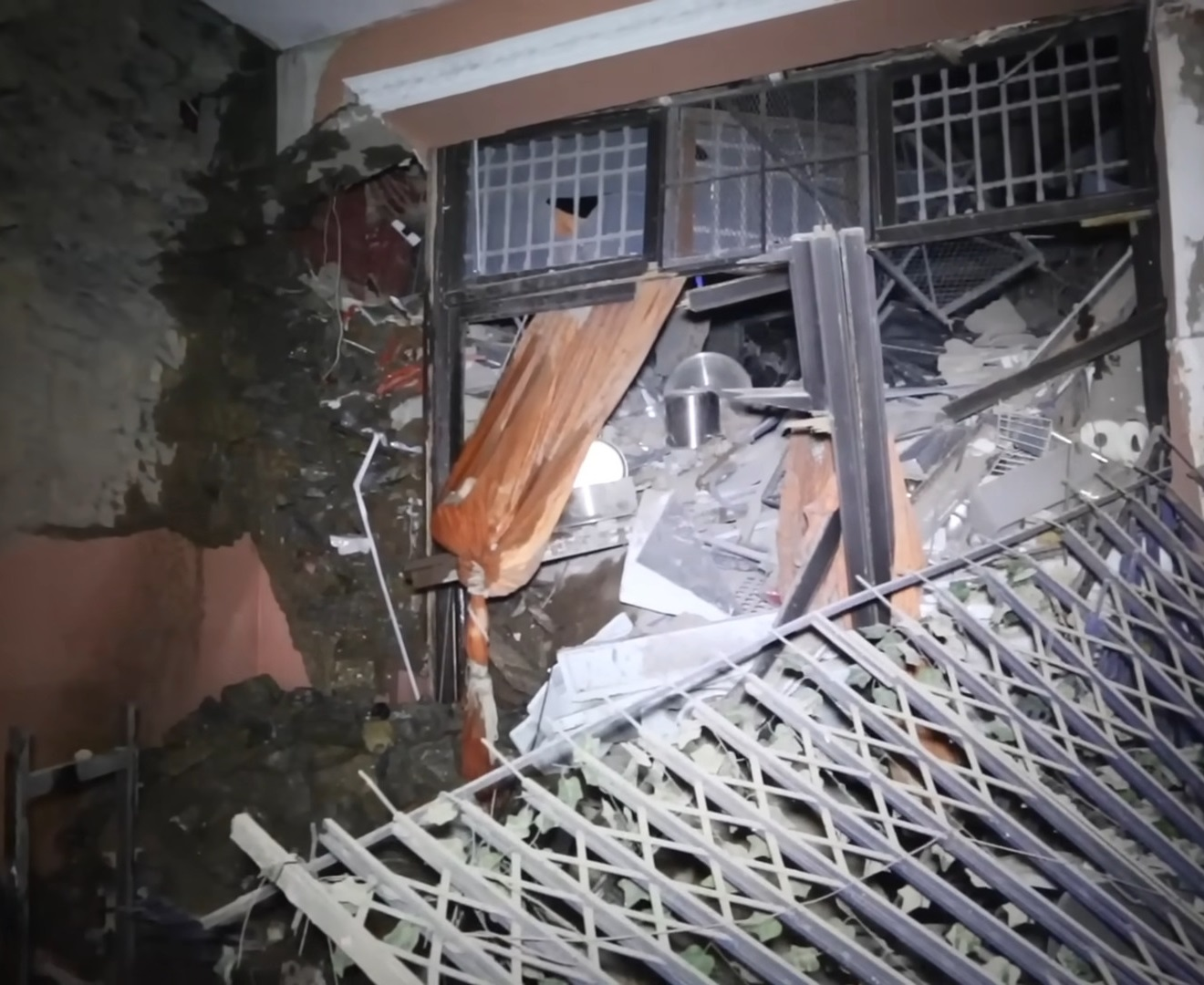
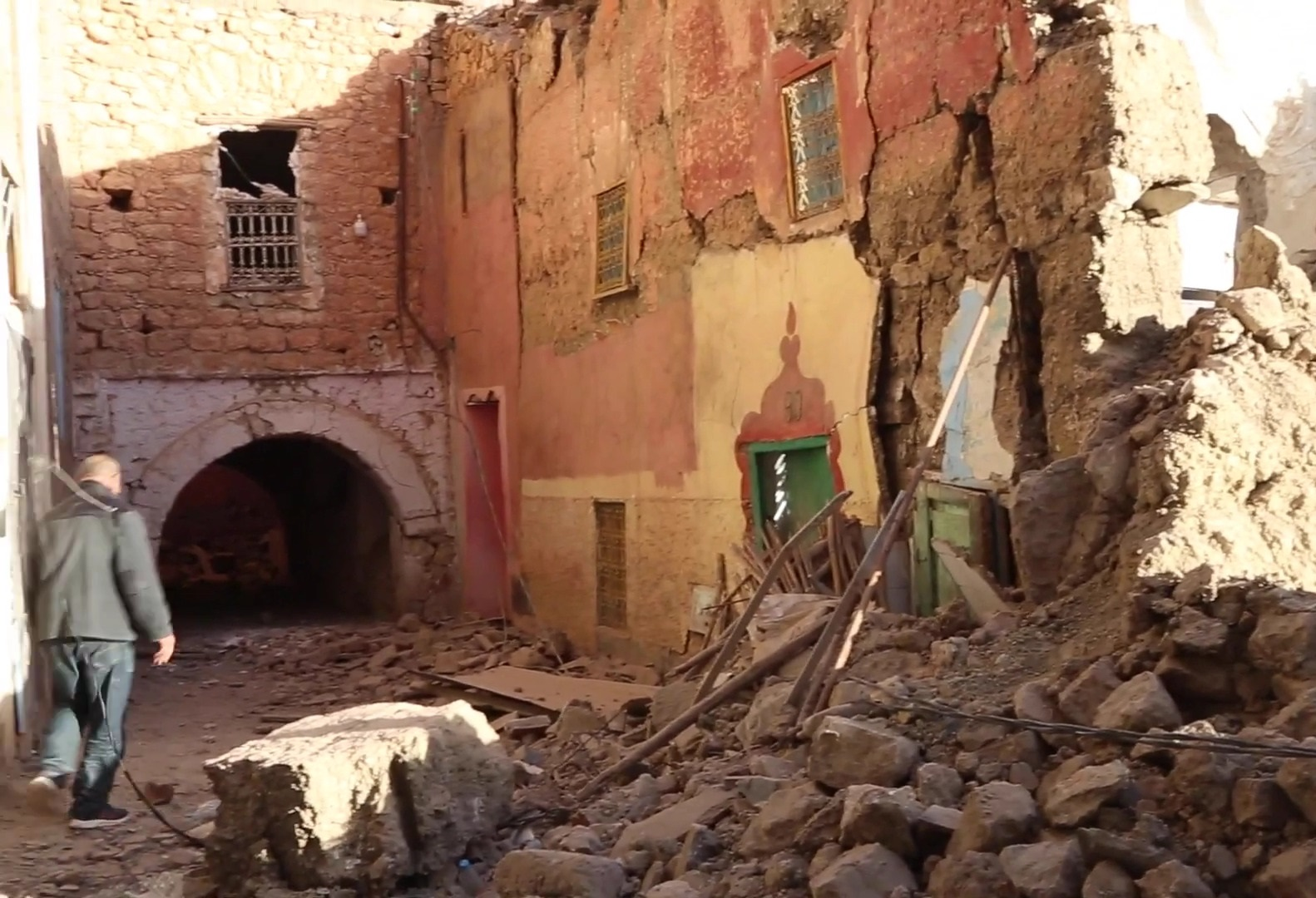
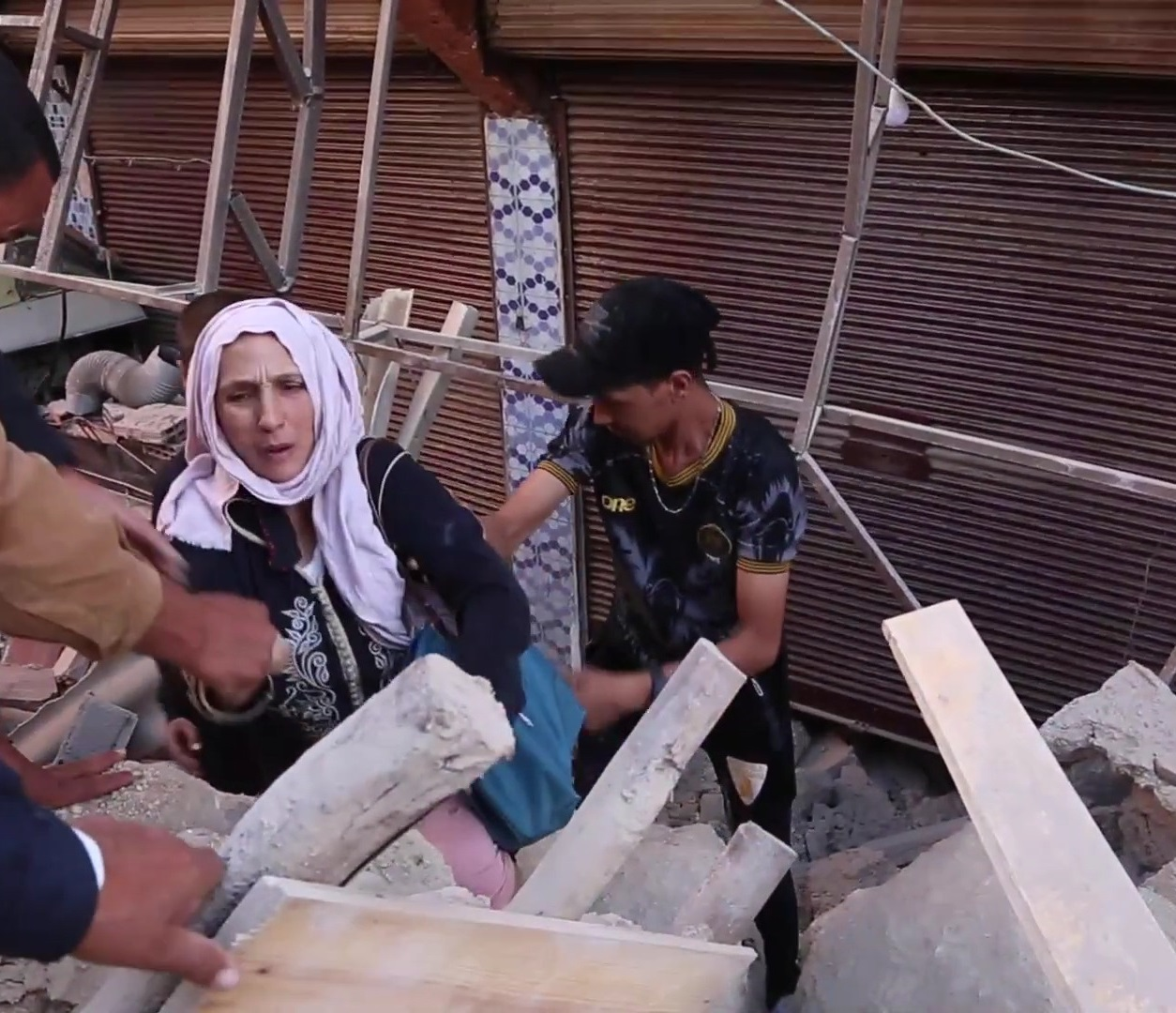
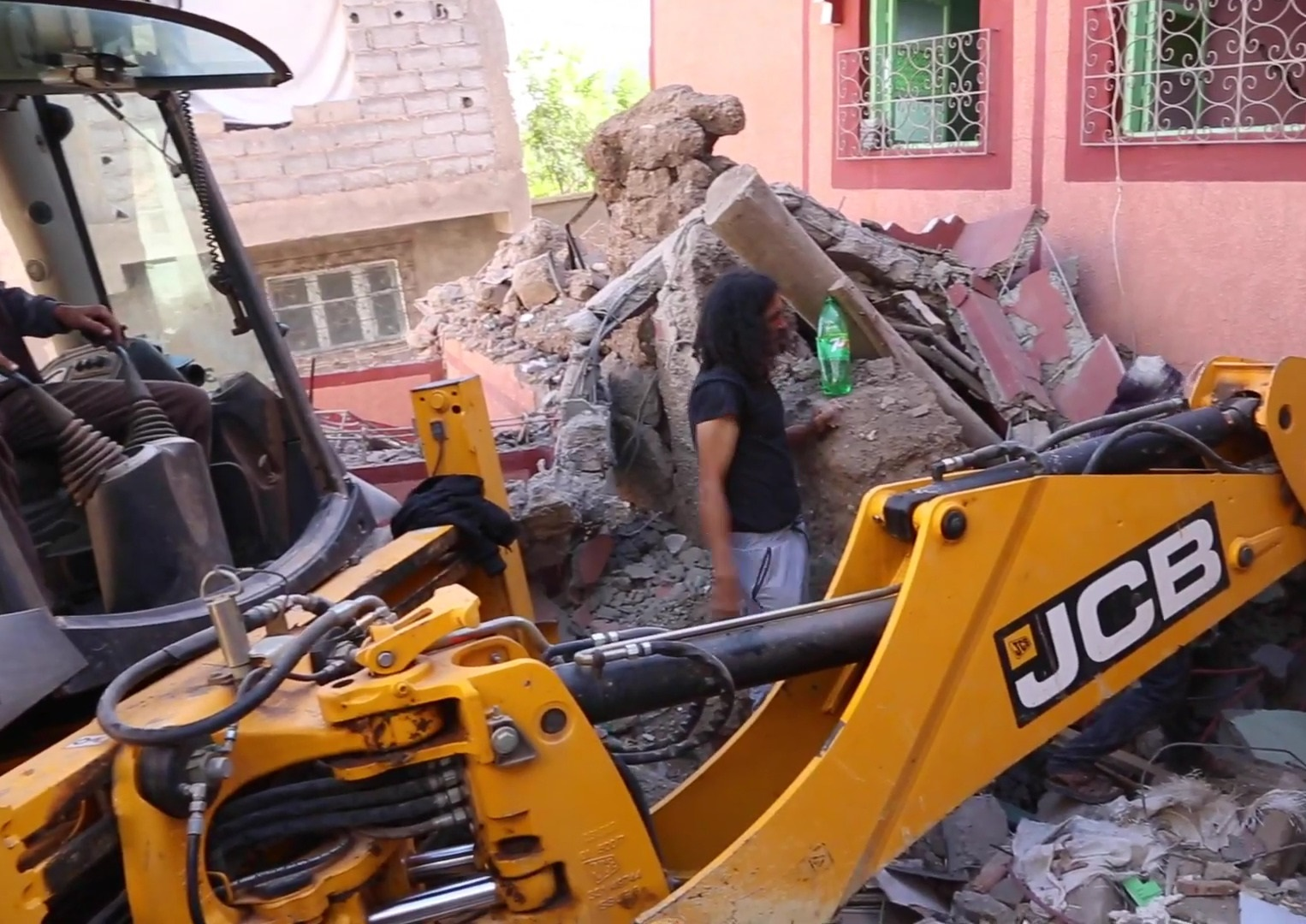
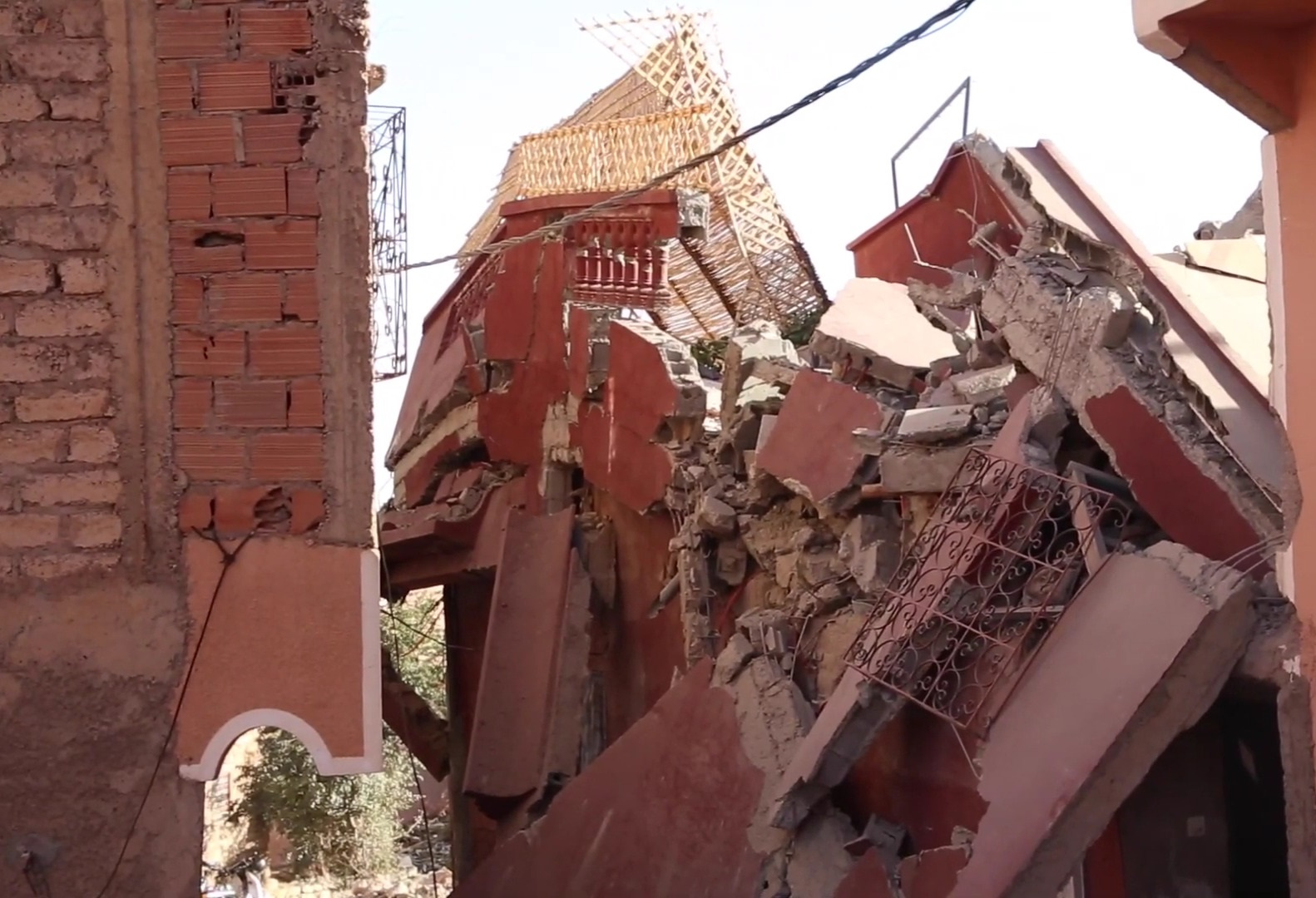

塔夫加特、阿達西勒和伊姆利勒等城鎮以及周圍環繞著圖卜卡勒峰的村莊遭受了地震的嚴重破壞或毀滅。僅伊茹卡克村莊就有估計有200座房屋被摧毀。在擁有200名居民的塔菲加特共有90人死亡，許多人仍然失踪。在阿加迪爾外的塔奇和塔德拉特村莊，許多房屋被摧毀。在塔魯丹特市，幾乎有200人喪生。該市的一些古老或歷史悠久的地區遭受了嚴重破壞。維爾甘谷地的一些孤立村莊在地震發生後兩天仍然沒有電力和電信服務。摩洛哥電視報導稱，僅在豪茲省就有超過「18,000個家庭」受到了影響。

## 救援
在等待重型設備的情況下，馬拉喀什的居民正在自發地手工清除廢墟。由於擔心可能發生的餘震，許多人選擇繼續待在戶外。根據社交媒體上的貼文顯示，人們紛紛撤離購物中心、餐廳和公寓樓。城市居民在前三個晚上都選擇在戶外避險，在環形交叉口、停車場和一個公共廣場處避難。儘管地震帶來重大破壞，但一些企業在9月10日重新開業，因為摩洛哥國王穆罕默德六世建議商業活動繼續進行。然而，城市的危險區域仍然由官員封鎖，而遊客和當地居民繼續在城市中移動。距離震中約350公里（220英里）的首都拉巴特以及沿海城鎮伊姆蘇安，居民也選擇離開他們的家園。
摩洛哥內政總局的總秘書表示，官員和安全團隊正在集結資源，以提供援助並評估損害情況，摩洛哥軍隊積極參與清理受災最嚴重地區的主要道路，確保重要的援助物資能夠順利送達。在塞拉，卡車裝載了毯子、露營床和照明設備，然後運送到受影響的地區。半掛卡車還滿載著供應品以幫助災民。當地電視頻道2M分享了緊急車輛沿著土路行駛的影像。然而，山區道路上的車輛擁堵和墜落的岩石使得救援任務受到了干擾。由於倒塌的建築物多由傳統的泥磚、石頭和粗糙的木材構建，這些材料的破碎和混合使得倖存者的生存機會減少。廢墟中的一些縫隙為受困者提供了有限的空氣供應。在豪斯省，道路上的岩石被清除，以確保救護車和援助物資能夠抵達災區。在阿特拉斯山脈的高速公路上，擁擠的救護車、出租車和紅十字會成員用來救治受傷的人；重傷者被送往了馬拉喀什的一家醫院。在難以進入的偏遠地區，摩洛哥皇家軍隊使用直升機提供基本需求。
馬拉喀什的醫院迎來了大量的傷者，甚至一些來自城市以外的傷者也開始湧入該市接受治療。城市居民積極響應號召，前往醫院獻血。在9月9日上午，大約有200人，包括遊客在內，前往醫院獻血。獻血者中還包括摩洛哥國家足球隊的成員。該倡議僅在一天內便籌集了6,000袋血液。同時對於馬拉喀什的損害評估顯示，該市的大部分地區相對未受到嚴重損害。
據報導，穆罕默德六世在地震發生時據稱正在法國，但他立即授權派遣摩洛哥皇家軍隊前往受影響的各個城市，提供必要的支援和救助。他還宣布全国哀悼日三天，並下令成立救濟委員會，以協調救援工作、為倖存者提供援助，並開設特殊銀行賬戶以接受捐款。隨後，軍隊在穆萊卜拉欣設立了一個野戰醫院，以應對緊急的醫療需求。並動用重型設備不斷搜尋廢墟中的倖存者和遺體。在穆萊卜拉欣倖存者們開始在山上挖掘墳墓，為逝者安葬。當地還搭建了一個大型帳篷，供無家可歸的人們暫時居住。儘管地震對機場和航班造成了一些干擾，但馬拉喀什-邁納拉機場的營運保持相對正常。不過，原定於9月9日飛往布魯塞爾和法國博韦的兩架瑞安航空航班被取消，英國航空則緊急派遣更大的飛機代替，用於撤離需要的英國公民。
紅十字會表示恢復工作可能需要數年時間。在偏遠的山區震中附近，有幾個村莊不僅遭受了嚴重的破壞，甚至有些地區已經無法進入。與北部地區相比，這些地方的基礎設施，包括鐵路、道路和醫院都相對不足。

## 反應
西班牙、印度、阿爾及利亞、阿根廷、法國、伊朗、以色列、葡萄牙、巴基斯坦、羅馬尼亞、台灣、泰國、阿曼、土耳其、科威特、英國、美國、歐盟和聯合國等國家、地區和國際組織紛紛表示願意向摩洛哥提供援助和支持。荷蘭提供了500萬歐元的緊急援助，而中國紅十字會則向摩洛哥紅新月會捐贈20萬美元的緊急人道援助。此外，歐洲委員會承諾提供100萬歐元（約合107萬美元）以支持救援工作。各國領導人也紛紛表示哀悼。
摩洛哥國王穆罕默德六世在地震發生後整整18小時才發表了正式聲明，引發社會上的批評聲浪。人們對政府在正式請求外部援助方面的遲緩以及未能允許更多外部援助的決定提出了質疑。國際援助組織也因一直未收到正式請求而感到沮喪。儘管摩洛哥政府沒有正式提出外國援助的請求，但他們仍然接受了卡達、西班牙、阿拉伯聯合酋長國和英國等國提供的援助。政府官員解釋說，他們目前只批准了四個國家的提議，因為他們擔心協調不足可能會適得其反。不過，他們也表示，如果需要的話，可能會批准其他國家提供的援助。
在法國，馬賽市長伯努瓦·帕揚宣布派遣消防隊員前往摩洛哥協助救援行動。法蘭西島大區議會主席瓦萊麗·佩克雷斯也捐贈了53.5萬美元的援助款項。法國駐摩洛哥大使館還設立了危機熱線，以協助有需要的人們。此外，尼斯還派遣了一支救援隊，各地社區也紛紛提供了超過200萬歐元（約合210萬美元）的援助。法國政府為在摩洛哥從事救援工作的非政府組織提供了500萬歐元（約合540萬美元）的援助。然而，無國界救援隊的負責人阿爾諾·弗賴斯（Arnaud Fraisse）表示，該組織的團隊受到了摩洛哥當局的阻止，未能如期於9月10日進入該國。而法國數位事務部長讓·諾埃爾·巴羅則宣布，所有法國移動電話營運商已開始為通往摩洛哥的電話和短信服務提供免費通話。
以色列總理本雅明·内塔尼亚胡和約旦國王阿卜杜拉二世已下令各自政府積極向摩洛哥提供援助。此外，阿聯酋總統穆罕默德·本·扎耶德·阿勒納哈揚下令建立空中橋樑，以運送救援物資和其他支持。沙特阿拉伯也採取了類似的行動。另外，阿曼蘇丹海赛姆·本·塔里克·阿勒赛义德也下令派遣救援隊和醫療援助前往摩洛哥，為受災地區提供急需的支持。
阿爾及利亞首次自2021年以來開放了其領空，以促進人道援助的到達。隨後，阿爾及利亞提出了一個由80名專業民防干預隊組成的提案，顯示了該國在支援摩洛哥的緊急行動中的積極參與。西班牙也迅速響應，將其軍事緊急單位、其他援助機構以及駐拉巴特大使館提供給摩洛哥。在摩洛哥政府發出雙邊呼籲後，兩架西班牙空軍飛機搭載86名士兵和八隻搜救犬飛抵馬拉喀什，為救援工作提供了寶貴的支持。此外，捷克也表示準備派遣約70名搜救隊成員，包括九名醫生，以協助救援工作。國防部長亞娜·切爾諾霍娃表示，已準備好三架軍用飛機用於運送隊伍。
此外，空间与重大灾害国际宪章由聯合國訓練研究所（UNITAR）代表國際紅十字會和紅新月會（IFRC）實施，以提供廣泛的人道衛星覆蓋。突尼斯派遣了一個由50名護理人員和人員組成的團隊，他們還攜帶了搜救犬、熱像儀設備、一架無人機和野外醫院，為災區提供醫療援助和搜救工作。此外，卡達的一個救援隊也於9月11日抵達摩洛哥。
非洲足球協會推遲了2023年非洲國家盃摩洛哥對利比里亞的預選賽，原計劃於9月9日在阿加迪爾舉行。同樣，剛果共和國對岡比亞的預選賽則在9月10日於馬拉喀什如期舉行，歐洲足球協會聯盟宣布自9月21日以前，所有俱樂部和國家隊比賽都將默哀悼念遇難者。

## 另見
- 21世紀地震列表
- 2023年地震列表
- 2023年土耳其-叙利亚地震
- 摩洛哥地震列表（英语：List_of_earthquakes_in_Morocco）
- 2023年北非山火（英语：2023_North_Africa_wildfires）
- 風暴丹尼爾

## 外部連結
- ReliefWeb  對於本事件的主頁面